# Екологічна безпека
Екологі́чна безпе́ка — стан та умови навколишнього природного середовища, за якого забезпечується екологічна рівновага та гарантується захист навколишнього середовища: біосфери, атмосфери, гідросфери, літосфери, космосфери, видового складу тваринного і рослинного світу, природних ресурсів, збереження здоров'я і життєдіяльності людей.

## Загальний опис
Згідно ст. 50 закону України «Про охорону навколишнього природного середовища» Екологі́чна безпе́ка — це такий стан навколишнього середовища, коли гарантується запобігання погіршення екологічної ситуації та здоров'я людини.
Це сукупність дій, станів і процесів, що прямо або побічно не приводять до життєво важливих втрат (або погроз таких втрат), що наноситься природному середовищу, окремим людям і людству; комплекс станів, явищ і дій, що забезпечує екологічний баланс на Землі і в будь-яких її регіонах на рівні, до якого фізично, соціально-економічно, технологічно і політично готове (може без серйозних втрат адаптуватися) людство.
Екологічна безпека визначається по відношенню до територій держави, регіону, адміністративних областей і районів, населених пунктів (міст і сіл) або до господарських об'єктів — нафтогазопромислових районів, промвузлів, заводів, фабрик і інших об'єктів промисловості, транспорту, енергетики, хімії, гірництва, зв'язку тощо.
Безпека екологічна (грец. оikos – дом, logos – поняття, вчення) – підтримання такого стану навколишньої природи та суспільних відносин, при яких забезпечується право людини на безпечне екологічне середовище: право на чисте довкілля, свіже та чисте повітря, незабруднену землю, добротну воду і якісні продукти харчування;  збереження і охорона безпечного для існування живої і неживої природи навколишнього середовища, досягнення гармонійної взаємодії суспільства і природи, охорона землі, її надр, атмосферного повітря, водних та інших природних ресурсів і раціональне використання природних ресурсів – невід'ємна умова добробуту Українського народу та сталого економічного й соціального розвитку України.
Екологічна безпека ґрунтується на:
- усвідомленні того, що людство — невід'ємна частина природи, повністю залежна від навколишнього його середовища;
- визнанні обмеженості і конечності природно-ресурсного (екологічного) потенціалу Землі і окремих її регіонів, необхідності його якісної та кількісної інвентаризації;
- неможливості штучного розширення природно-ресурсного (екологічного) потенціалу понад природно-системні обмеження;
- визначенні допустимого максимуму вилучення природних ресурсів і зміни екосистем як середовища життя;
- необхідності вироблення превентивних екологічних заборон задовго до економічного вичерпання природних ресурсів або їх непрямого руйнування;
- обов'язковості створення соціально-економічного механізму гомеостазу в системі «людина — природа» типу «природа — товар — гроші — природа» (аналогічно механізму «товар — гроші — товар»);
- нагальної і обов'язкової необхідності регулювання  тиску на природне середовище на локальному, регіональному та глобальному рівнях;
- прийнятності тільки «екологосумісних» технологій і техніки в усіх галузях господарювання;
- переході до ресурсоекономних технологій і мініатюризації виробів, до безпечних для природи і людей господарських прийомів;
- визнанні закону оптимальності, а в господарюванні — принципу розумної достатності у використанні способів отримання життєвих благ в просторових і часових конкретних рамках (обмеження по факторах екологічного, соціального і економічного ризику);
- розумінні, що без адекватного середовища життя (цілісності екосистем) неможливе збереження нічого живого, в тому числі його видів (включаючи людину) і природних систем більш низького рівня ієрархії.

Екологічна безпека складається з
- екологічного аудиту,
- моніторингу,
- прогнозу розвитку екологічної ситуації
- екологічного менеджменту
- Екологічна проблема

Над проблемами забезпечення екологічної безпеки господарських процесів в період кінця ХХ — на початку ХХІ ст. плідно працюють багато зарубіжних і українських вчених, зокрема: Ансоф І., Балацький О. Ф., Борщевський П. П., Буркінський Б. В., Веклич О. П., Вишняков Я. Д., Волошин В. В., Галушко О. С., Герасимчук З. В., Гетьман А. П., Гірусов Е. В., Горлачук В. В., Прусов Є. В., Джігірей B.C., Дорогунцов С. І., Єрмаков В.М., Кредісов А. П., Ляшенко І., Лебединський Ю. П., Ландар Г. І., Луньова О.В., Мельник Л. Г., Міщенко B. C., Паламарчук В. О., Путілов А. В., Саллі В. І., Сахаєв В. Г., Сокур М. І., Стадницький Ю. І., Степанов В. Н., Тимченко О. Г., Трегобчук В. М., Туниця Ю. Ю., Турило A.M., Федорищева A. M., Чумаченко М. Г., Чухно А., Шевчук В. Я., Шемшученко Ю. С., Шмандій В. М., Бондар О.І., Горобей М.С., а також Фелікс Доддс, Норман Майєрс, Джесіка Тачман Метьюз, Майкл Реннер, Річард Уллман, Артур Вестінг, Майкл Клейр, Томас Гомер Діксон, Джеффрі Дабелко, Пітер Глейк, Ріта Флойд і Джозеф Ромм та ін.
Основні засади (стратегія) державної екологічної політики України на період до 2030 року, затверджені Законом України від 28 лютого 2019 року № 2697-VIII,  зазначають, що процеси глобалізації та суспільних трансформацій підвищили пріоритетність збереження довкілля, а отже потребують від України вжиття термінових заходів, указують на необхідність упровадження інтегративного екосистемного підходу в галузеву політику. Мають бути створені умови для активного впровадження технологій енергозбереження та підвищення енергоефективності, збільшення виробництва енергії за рахунок відновлювальних та альтернативних джерел, впровадження найкращих наявних низьковуглецевих, ресурсозберігаючих технологій виробництва, а також сучасних будівельних технологій з тепло- та енергозбереження, що дасть змогу істотно зменшити обсяг викидів парникових газів та забруднюючих речовин в атмосферне повітря, а також скидання забруднюючих речовин у водойми. Потрібно запроваджувати застосування принципів перестороги, превентивності (запобігання), пріоритетності усунення джерел шкоди довкіллю, «забруднювач платить».
Наразі, новою ст. 9-1 Закону України «Про стратегічну екологічну оцінку», в Україні запроваджується Єдиний реєстр стратегічної екологічної оцінки, як новітньої інформаційно-комунікаційної система, що забезпечує створення, перегляд, збирання, внесення, накопичення, обробку, використання, розгляд, зберігання, захист, облік та надання інформації у сфері стратегічної екологічної оцінки та забезпечення екологічної безпеки. Порядок ведення Єдиного реєстру стратегічної екологічної оцінки затверджений постановою Кабінету Міністрів України  від 2 травня 2023 р. № 430. 

## Оперативно-рятувальна служба України
Кодексом цивільного захисту України головним аварійно-рятувальним підрозділом держави визначено Оперативно-рятувальну службу цивільного захисту України Державної служби України з надзвичайних ситуацій.